# Edu Bedia
Eduardo Bedia Peláez, conosciuto anche come Edu Bedia (Santander, 23 marzo 1989), è un calciatore spagnolo, centrocampista dell'Atlético Albericia.

## Carriera

### Club
Edu Bedia è cresciuto nelle giovanili del Racing Santander, la squadra più importante della sua città natale.
Nella stagione 2008-2009 ha giocato con il Racing Santander B in Barcellona B, collezionando 10 presenze e 2 gol.
Contemporaneamente ha giocato la sua prima stagione con la prima squadra, in Primera División.
Ha esordito il 18 settembre 2008 nella partita di Coppa UEFA vinta per 1-0 allo Stadio El Sardinero contro i finlandesi dell'Honka.
Il 24 settembre ha debuttato anche in campionato, nella partita persa per 2-0 contro il Villarreal allo stadio El Madrigal. Ha iniziato da titolare ed è stato sostituito al 46' dall'attaccante Juan José Expósito Ruiz.
Il 2 ottobre a Espoo, nella partita di ritorno di Coppa UEFA contro l'Honka vinta per 1-0, ha segnato la sua prima rete con il Racing Santander, regalando la vittoria alla sua squadra. Ha segnato di nuovo il 29 ottobre, all'esordio in Coppa del Re contro il Real Murcia, ma il suo gol non è servito ad evitare la sconfitta per 2-1.
Al termine della stagione ha collezionato 17 presenze e due gol.
Nella stagione 2009-2010 è stato assente a lungo a causa di un infortunio al ginocchio. È tornato in campo il 18 aprile per quattro minuti contro lo Xerez all'Estadio Municipal de Chapín ed ha collezionato 5 presenze nelle ultime giornate del campionato, che il Racing ha concluso al sedicesimo posto.
Nella stagione 2010-2011 gioca otto partite con il Racing, segnando un gol su punizione in Coppa del Re, il 9 novembre contro il Córdoba. Il suo gol ai supplementari avrebbe regalato il passaggio del turno al Racing ma il gol di Jorge Luque ha deciso l'eliminazione della squadra della Cantabria per la regola dei gol fuori casa.
Nel mese di gennaio viene ceduto in prestito al Salamanca, in Segunda División, fino al termine della stagione.
Ha esordito il 3 gennaio 2011, giocando gli ultimi minuti della partita persa per 3-2 contro lo Xerez.
L'8 gennaio ha giocato per la prima volta da titolare, nella partita persa 1-0 contro il Cartagena.
Il 10 aprile ha segnato il primo gol nella partita pareggiata 2-2 contro il Ponferradina.
Il 29 maggio ha segnato il gol della bandiera nella partita persa per 5-1 contro il Barcellona B al Mini Estadi.
Il 4 giugno ha giocato la sua ultima partita con il Salamanca, che al termine del campionato è retrocesso in Segunda División B.
Nella stagione 2013-2014 gioca nel Barcellona B, nella seconda serie spagnola.
A fine anno lascia per la prima volta il calcio spagnolo, per giocare nella 2. Bundesliga tedesca con il Monaco 1860. A fine stagione torna in patria, al Real Oviedo. Con gli asturiani disputa una stagione e mezza in Segunda División. Da gennaio 2017 milita per un breve periodo nel Real Saragozza.
Nell'estate 2017 si trasferisce al FC Goa nel campionato indiano. Vi rimane per sei stagioni.
Nel 2023-2024 è al Gokulam Kerala. Dopo questa lunga esperienza indiana, rientra in Spagna, al Torrelavega, nella Segunda División RFEF.

### Nazionale
Il 7 febbraio 2009 viene convocato per la prima volta in nazionale Under-21 dall'allenatore Juan Ramón López Caro per disputare un'amichevole contro la nazionale norvegese Under-21 a Cartagena.
Ha esordito in quella partita, il 10 febbraio.
Il 14 aprile ha esordito con la nazionale Under-20 in un'amichevole disputata al Cairo e vinta per 2-0 contro i coetanei dell'Egitto.
È stato convocato da Luis Milla per i Giochi del Mediterraneo 2009 con l'Under-20 ed ha vinto la medaglia d'oro.
Ha giocato da titolare la finale vinta per 2-1 contro l'Italia ed ha contribuito in modo importante alla vittoria.

## Statistiche

### Presenze e reti nei club
| Stagione           | Club               | Campionato         | Campionato | Campionato | Coppe nazionali | Coppe nazionali | Coppe nazionali | Coppe continentali | Coppe continentali | Coppe continentali | Supercoppe | Supercoppe | Supercoppe | Totale | Totale |
| Stagione           | Club               | Comp               | Pres       | Reti       | Comp            | Pres            | Reti            | Comp               | Pres               | Reti               | Comp       | Pres       | Reti       | Pres   | Reti   |
| ------------------ | ------------------ | ------------------ | ---------- | ---------- | --------------- | --------------- | --------------- | ------------------ | ------------------ | ------------------ | ---------- | ---------- | ---------- | ------ | ------ |
| 2013-2014          | Barcelona B        | SD                 | 39         | 7          | -               | -               | -               | -                  | -                  | -                  | -          | -          | -          | 39     | 7      |
| 2014-2015          | Monaco 1860        | B2                 | 9          | 0          | CG              | 1               | 0               | -                  | -                  | -                  | -          | -          | -          | 10     | 0      |
| 2015-2016          | Real Oviedo        | SD                 | 24         | 0          | CR              | 2               | 0               | -                  | -                  | -                  | -          | -          | -          | 26     | 0      |
| 2016-gen.2017      | Real Oviedo        | SD                 | 7          | 0          | CR              | 1               | 0               | -                  | -                  | -                  | -          | -          | -          | 8      | 0      |
| Totale Real Oviedo | Totale Real Oviedo | Totale Real Oviedo | 31         | 0          |                 | 3               | 0               |                    | -                  | -                  |            | -          | -          | 34     | 0      |
| gen.-giu. 2017     | Real Saragozza     | SD                 | 14         | 1          | CR              | -               | -               | -                  | -                  | -                  | -          | -          | -          | 14     | 1      |
| 2017-2018          | Goa                | ISL                | 17+1       | 1+0        | SC              | 3               | 0               | -                  | -                  | -                  | -          | -          | -          | 18     | 1      |
| 2018-2019          | Goa                | ISL                | 17+3       | 7+0        | SC              | 3               | 1               | -                  | -                  | -                  | -          | -          | -          | 23     | 8      |
| 2019-2020          | Goa                | ISL                | 12+1       | 0+1        | SC              | -               | -               | -                  | -                  | -                  | -          | -          | -          | 13     | 1      |
| 2020-2021          | Goa                | ISL                | 18+2       | 0          | -               | -               | -               | AFC                | 4                  | 1                  | -          | -          | -          | 24     | 1      |
| 2021-2022          | Goa                | ISL                | 16         | 1          | -               | -               | -               | -                  | -                  | -                  | DC         | 3          | 1          | 19     | 2      |
| 2022-2023          | Goa                | ISL                | 18         | 3          | SC              | 2               | 0               | -                  | -                  | -                  | DC         | -          | -          | 20     | 3      |
| Totale Goa         | Totale Goa         | Totale Goa         | 105        | 13         |                 | 8               | 1               |                    | 4                  | 1                  |            | 3          | 1          | 120    | 16     |
| 2023-gen.2024      | Gokulam Kerala     | IL                 | 4          | 0          | SC              | 0               | 0               | -                  | -                  | -                  | DC         | -          | -          | 4      | 0      |
| Totale Carriera    | Totale Carriera    | Totale Carriera    | 202        | 20         |                 | 12              | 1               |                    | 4                  | 1                  |            | 3          | 1          | 221    | 24     |

## Palmarès

### Club
- Super Cup: 1

FC Goa: 2019
- ISL Shield: 1

FC Goa: 2019-2020
- Durand Cup: 1

FC Goa: 2021

### Nazionale
- Giochi del Mediterraneo: 1

 Pescara 2009